# Gamma (orkaan)
Orkaan Gamma was de vijfentwintigste depressie en vierentwintigste storm van het Atlantisch orkaanseizoen 2020. Gamma was de eerste van drie (Gamma, Delta en Zeta) tropische cyclonen die in oktober ongeveer dezelfde route door de Caraïbische Zee en de Golf van Mexico namen.